# Miran Ališič
Miran Ališič, slovenski televizijski novinar, športni komentator in pisec, * 9. januar 1966, Ljubljana
Začel je kot športni novinar RTV Slovenija. V letu 1989 je skupaj z Igorjem E. Bergantom pripravljal reportaže s svetovnega prvenstva v veslanju na Bledu. Od sezone 1996 je bil komentator dirk Formule 1 na Pop TV, vse do sezone 2009, po kateri sta ga zaradi nesoglasij z uredništvom zamenjala Gregor Žvab in Andraž Zupančič. Nekaj časa je bil med drugim tudi urednik slovenske izdaje revije Playboy. Od leta 2010 je urednik spletnega portala Formule 1 f1express. Od sezone 2011 do sezone 2015 je komentiral dirke Formule 1 za RTV Slovenija. Od oktobra 2014 do marca 2015 je Ališič komentiral ženske tekme alpskega smučanja na RTV Slovenija. 
Leta 2021 je vodil prvo sezono oddaje Exatlon Slovenija na Planet TV.
Ališič je del oglaševalske agencije Korpemdia d.o.o in direktor/ustanovitelj švicarskega medijskega in oglaševalsega podjetja Y.vision GmbH.